# Edvard Kardelj
Edvard Kardelj, pseud. „Sperans”, w partyzantce jako „Bevc” i „Krištof” (ur. 27 stycznia 1910 w Lublanie, zm. 10 lutego 1979 tamże) – jugosłowiański polityk i wojskowy słoweńskiego pochodzenia, członek partii komunistycznej, żołnierz partyzantki jugosłowiańskiej w czasie II wojny światowej, generał pułkownik Jugosłowiańskiej Armii Ludowej.
Najdłużej urzędujący wicepremier Jugosławii (1946–1963), pełnił także funkcje ministra spraw zagranicznych (1948–1953) oraz Przewodniczącego Zgromadzenia Federalnego Jugosławii (1963–1967). Bliski współpracownik Josipa Broza Tity wymieniany (obok Tity, Aleksandara Rankovicia i Milovana Đilasa) w gronie liderów kraju.
W 1939 wydał książkę Razvoj slovenskega narodnega vprašanja.

## Życie prywatne
Syn Edvarda Borut Kardelj był poetą, popełnił samobójstwo w 1971.

## Upamiętnienie
W 1955 roku został uhonorowany tytułem honorowego obywatela Lublany.
Miasto Ploče w latach 1949–1954 i 1979–1991 nazywało się Kardeljevo.
Prezydium Krajowej Rady Narodowej uchwałą z dnia 17 października 1946 r. o odznaczeniach za wybitne zasługi położone w walce o wolność i demokrację Narodów Słowiańskich odznaczyło „Edwarda Kardelia” Orderem Krzyża Grunwaldu II klasy i Krzyżem Partyzanckim.